# توالت
توالِت (به فرانسوی: Toilettes)، دستشویی یا سرویس بهداشتی (فارسی افغانستان: تشناب) که در گذشته به آن خَلا یا مستراح، دست به آب، کنار آب، مبال، ادبخانه، آبخانه، مبرز، حاجتگاه و غیره می‌گفته اند سازه ای ساختمانی است که در درون اماکن مسکونی، اداری و غیره به منظور دفع مدفوع و ادرار انسان ساخته می‌شود. هدف اصلی از ساخت دستشویی توسط بشر، ایجاد امکان دفع به‌طور بهداشتی بوده‌است؛ زیرا هر انسان در سال نزدیک به ۱۴۵ کیلوگرم مدفوع تولید می‌کند.(نام دیگر آن ریسمان کار است) 

## واژه‌شناسی

نقاشی توالت از ویلیام هوگارت

در ایران کاربردِ واژه‌های «دستشویی» و «سرویس بهداشتی» بسیار رایج است. واژهٔ «توالت» نیز که از زبان فرانسوی وارد زبان فارسی شده، توسط برخی استفاده می‌شود. در فارسی افغانستان واژه «تشناب» و در فارسی تاجیکی واژه «حاجت‌خانه» بکارگرفته می‌شود. در قدیم واژه‌هایی مثل «خَلا» یا «مُستَراح» رایج بوده‌اند. واژهٔ مستراح از ریشهٔ عربیِ «ر.و.ح»، بر وزن مُسْتَفْعَل به‌معنی «محل راحت خواستن» گرفته شده‌است. «مَبال» یا «مَوال» از دیگر واژه‌های عامیانه‌ای هستند که در مورد آن به‌کار رفته‌است. «مبال» از ریشهٔ «بَول»، که عربی و اسم مکان است، آمده و به‌معنی «محل ادرار» است. در ایران باستان واژه‌ای معادل «آبریزگاه» و در ایران امروز بدلیل کوچک شمردن ادعای برخی اعراب و غرب در مورد خلیج فارس به توالت «خلیج عربی» نیز گفته میشود.

## پیشینه

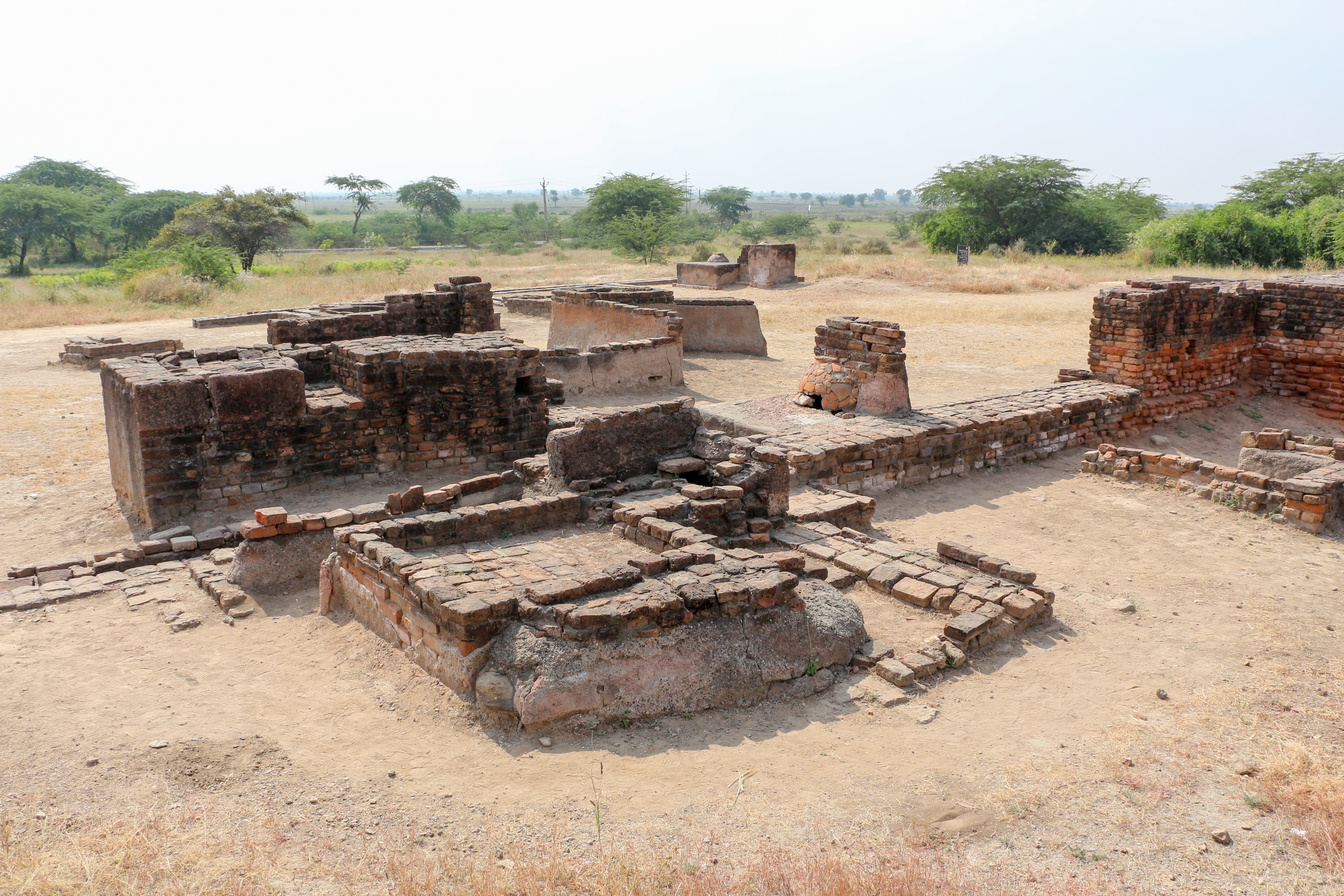
ساختارهای فاضلاب و توالت در دره سند حدود سال ۲۳۵۰ پیش از میلاد. این ساختار سامانه فاضلاب‌زدایی در جهان بود.

گمان می‌رود که نخستین توالت، نزدیک به ۶ هزار سال پیش در میان‌رودان ساخته شده باشد. در سال ۳۱۵ (میلادی) در شهر رم نزدیک به ۱۴۴ توالت عمومی وجود داشته و رفتن به توالت عمومی به نوعی شرکت در یک مراسم اجتماعی محسوب می‌شده‌است. در یک توالت عمومی ۲۰۰۰ ساله که در بالای تپه پالاتن در رم کشف شده، بیش از ۵۰ سوراخ در کنار هم قرار دارند. اختراع سیفون به شکل کنونی که کاسه توالت با یک لوله خمیده U مانند به فاضلاب وصل می‌شود و با فشار آب داخل مخزن توالت، مدفوع را به داخل فاضلاب تخلیه می‌کند در سال ۱۸۸۰ (میلادی) به وسیله یک لوله‌کش بریتانیایی ساخته شد و تحولی در تاریخ توالت ایجاد کرد؛ زیرا جلوی انتشار بوی بد مدفوع و فاضلاب را می‌گرفت.

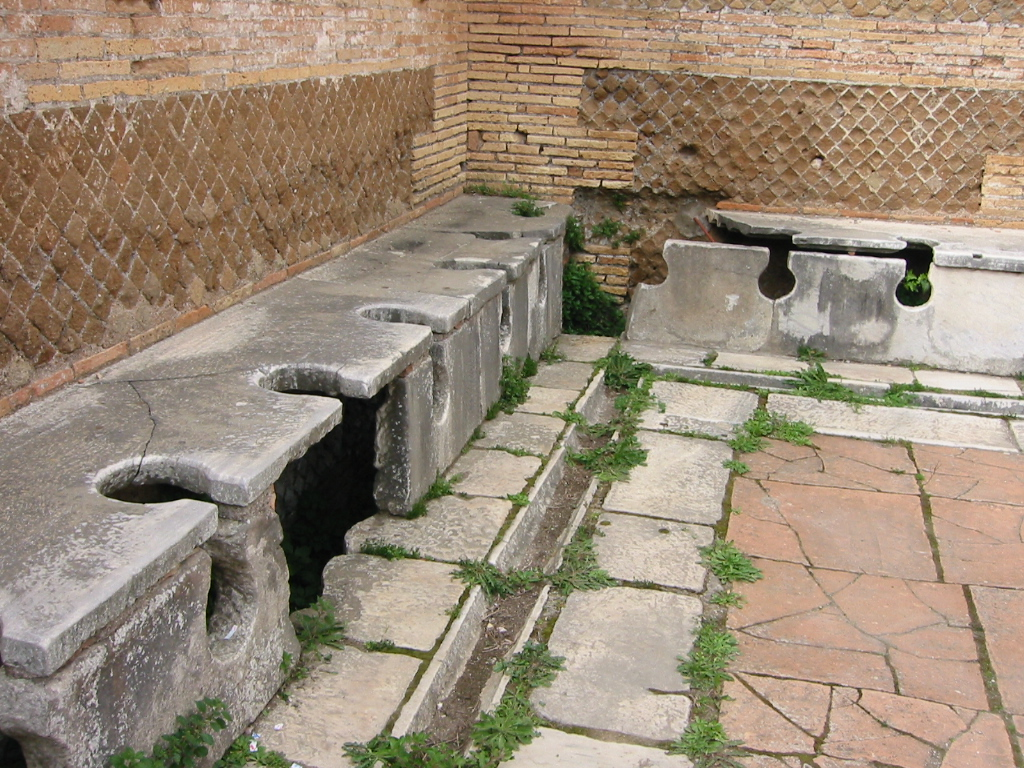
توالت‌های عمومی استیا آنتیکا در امپراتوری روم

تا صد سال پیش، دستشویی در ایران در داخل اتاق جداگانه در گوشه‌ای از سرا و به دور از اتاق‌های نشیمن وجود داشت. دستشویی خانه در واقع بدون چاه بود؛ یعنی فضای نشستن و سنگ دستشویی در روی بلندی قرار داشت و مدفوع به داخل محوطهٔ شیب‌دار و گودالی در همان اتاق هدایت می‌شد و روی محوطهٔ گودالی شکل، خاک می‌ریختند. بعد از هر چند مدت، مدفوع‌ها را برای مصارف کشاورزی بر بارِ خران حمل می‌کردند و به کشتزارها می‌بردند. با گسترش زندگی شهرنشینی مدرن و تغییر سبکِ سراها به خانه‌های کوچک و آپارتمان، حفر چاه سرپوشیدهٔ دستشویی در خانه‌ها مرسوم شد. از سال ۱۳۴۳ (خورشیدی) و با ایجاد سپاه بهداشت و سپاه دانش، ایجاد چاه سرپوشیده برای دستشویی‌ها در روستاها نیز اجباری شد. علمای دینی در آغاز با تغییر کاربری مستراح‌ها به چاه سرپوشیده و همچنین تغییر حمام‌های خزینه به حمام دوش گرمابه مخالفت می‌کردند. این مخالفت‌ها در مناطق سنی‌نشین و روستاها شدیدتر بود. به‌طوری‌که مردان در روستاهای خاوری خراسان و هم‌مرز با افغانستان، حاضر به استفاده از دستشویی‌هایی که زنان از آن استفاده می‌کنند نمی‌شدند.

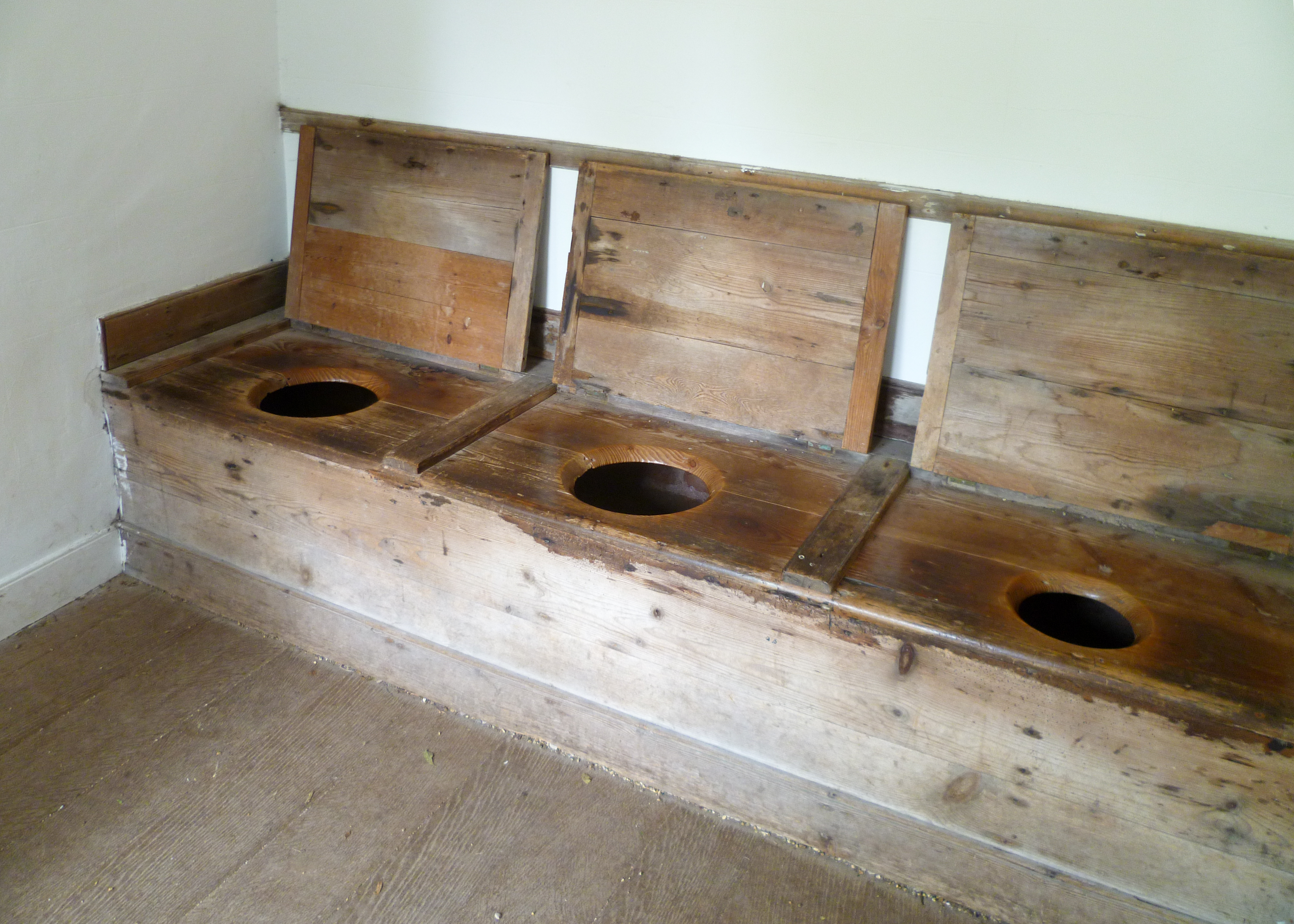
دستشویی سه صندلی دار بریتانیایی در اویل سده هجدهم

در روستاهای افغانستان دستشویی‌ها بیشتر حالت سرباز دارد و استفاده از چاه‌های سرپوشیده را مخالف دین می‌دانند. در ایران، شمار دستشویی‌های همگانی کم است؛ به همین دلیل، باوجود مراکز تاریخی و دیدنیِ فراوان در ایران، گردشگران برای استفاده از سرویس بهداشتی دچار مشکل می‌شوند. ازجمله مشکلاتی که برای استفادهٔ مسافران از دستشویی‌های همگانی پیش می‌آید، نبودن آویز مناسب است. هرچند در بعضی از پایانه‌های مسافربری، فرودگاهها یا ایستگاه‌های راه‌آهن نوعی جالباسی، که به آن توشه نگهدار می‌گویند دیده می‌شود امید می‌رود با توجه‌به نیاز جامعه و همراه با گسترش دستشویی‌های همگانی، استفاده از توشه نگهدار هم فراگیرتر شود.

## جانمایی

نماد تفکیک جنسیتی بر توالت‌ها

در هر خانه معمولاً یک دستشویی نزدیک ورودی و در بخش عمومی خانه ویک حمام در بخش خصوصی و نزدیک اتاق خوابها ساخته می‌شود. این دو فضا کمترین امکاناتی هستند که می‌توان برای سرویس بهداشتی یک خانه در نظر گرفت؛ ولی در خانه‌های بزرگتر با امکانات بیشتر می‌توان حمام اتاق خواب والدین را جدا از حمام خانه در نظر گرفت. حتی ممکن است که برای اتاق خواب مهمان و تک‌تک اتاق خواب‌ها نیز سرویس‌هایی جداگانه پیش‌بینی شود. در حمام دستشویی‌های باهم، همان‌طور که دستشویی از حمام در دارد می‌تواند از راهرو هم قابل دسترسی باشد و حمام هم می‌تواند همان‌طور که به دستشویی راه دارد از داخل اتاق خواب قابل دسترسی باشد. برای صرفه‌جویی در هزینه و به دلایل فنی، حمام، دستشویی و آشپزخانه بهتر است طوری طراحی شوند که بتوانند از یک لوله‌کشی و تأسیسات استفاده کنند.

## استانداردها
استانداردهای سرویس بهداشتی:

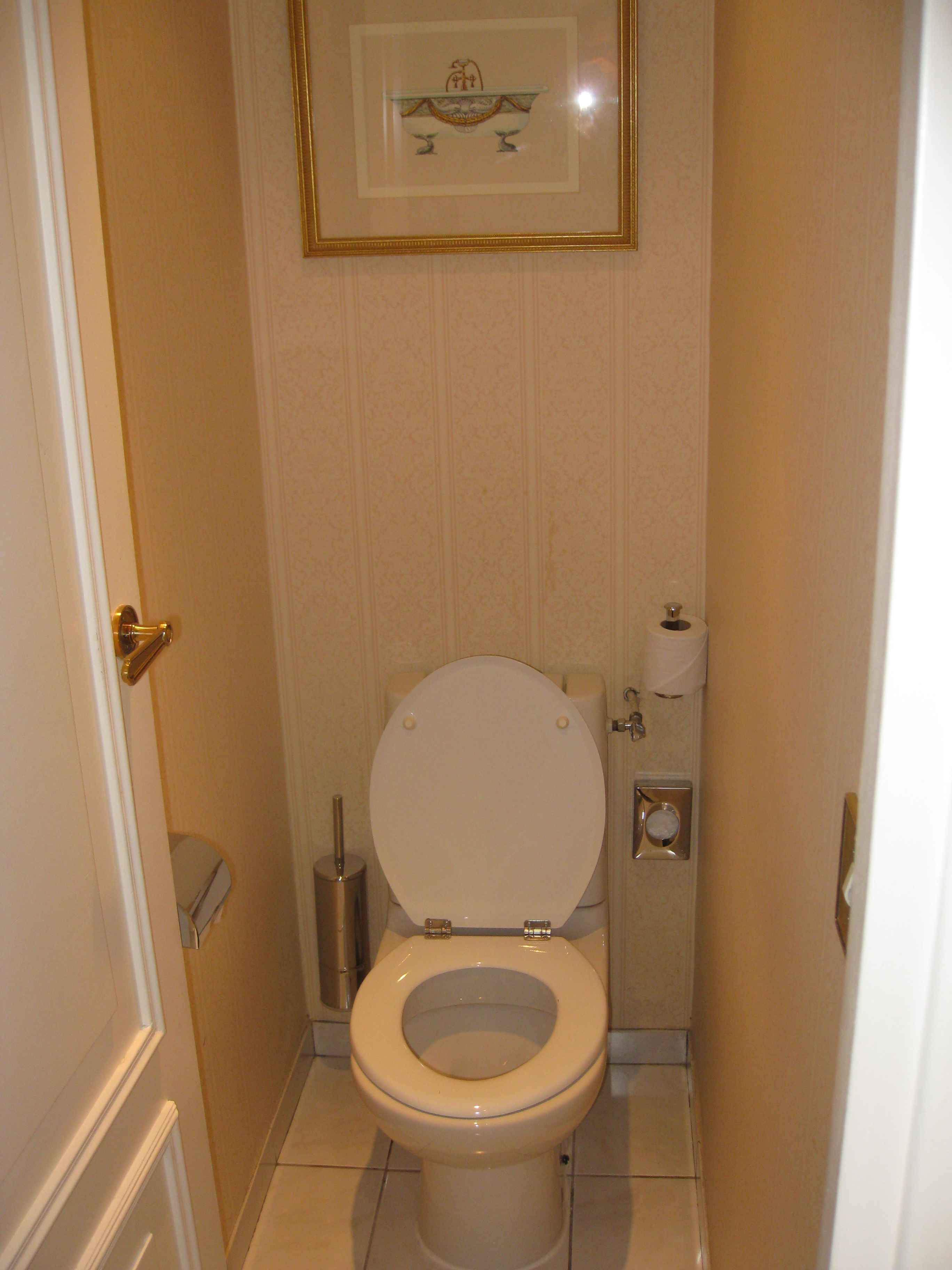
توالت فرنگی

- بر پایهٔ استانداردهای بین‌المللی فاصلهٔ سرویس بهداشتی از محل کار باید ۱۰۰ سانتی‌متر باشد.
- اگر تهویه از طریق پنجره و فقط از یک طرف صورت گیرد، مساحتی نزدیک به ۱۷۰۰ سانتیمتر مربع نیاز است. در صورت محدودیت فضا، این مساحت نزدیک به ۱۰۰ سانتی‌متر مربع است.
- کف دستشویی نباید لغزنده باشد و باید در برابر آب مقاوم باشد. همچنین کف باید بدون درز و شکاف و قابل شست‌وشو باشد و به‌آسانی نیز تمیز شود.
- دیوارها حداقل باید تا ارتفاع ۲ متری کاشی باشند و نیز قابل شست‌وشو باشند.
- دمای مناسب برای سرویس‌های بهداشتی ۲۱ درجهٔ سانتی‌گراد است.
- برای هر دو دستشویی، حداقل یک آینه نصب شود.
- حداقل ارتفاع مخصوص می‌تواند ۲٫۲ متر باشد.
- حداقل عرض اتاقک هر توالت باید ۸۵ سانتی‌متر باشد.
- حداقل عرض اتاقک هر توالت باید بیش از ۱۱۰ سانتی‌متر باشد.
- حداقل طول اتاقک هر دستشویی باید ۱۵۰ سانتی‌متر باشد.
- فاصلهٔ مرکز دو دستشویی باید ۶۰ سانتی‌متر باشد.
- فاصلهٔ دستشویی از کنار دیوار ۴۵ سانتی‌متر باشد.
- حمام، محیطی مرطوب است؛ به همین دلیل، در صورتی که تاریک باشد محیط مناسبی برای رشد قارچها خواهد بود؛ بنابراین، بسیار ضروری است که به‌گونه‌ای طراحی شود که حتماً نور طبیعی به داخل آن بتابد.
- عرض درِ دستشویی باید ۶۰ سانتی‌متر و حداکثر ۷۵ سانتی‌متر باشد.

## نورپردازی

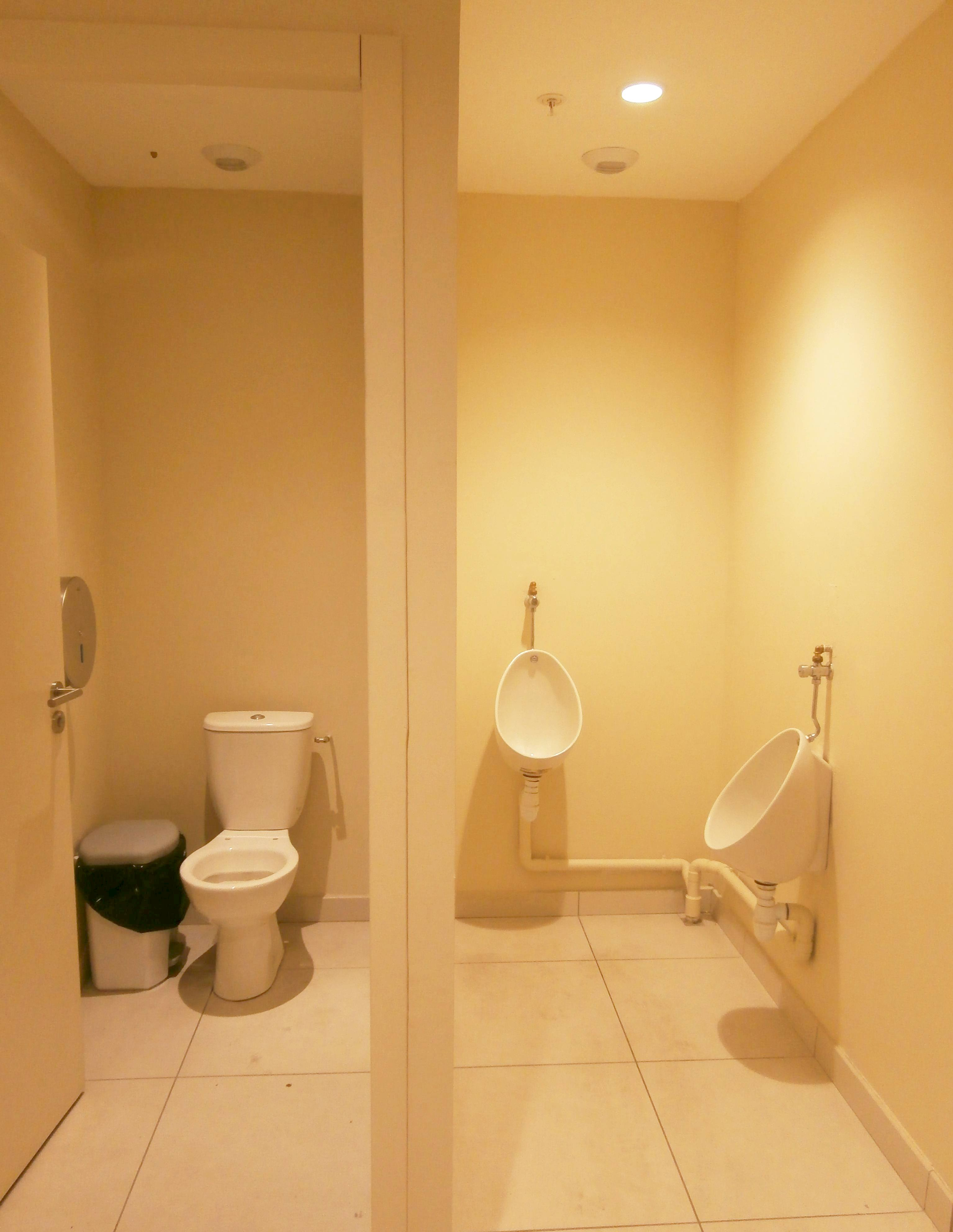
نورپردازی در توالت

### اهمیت
نورپردازی در سرویس‌های بهداشتی نیز مانند سایر مکان‌ها نیز دارای اهمیت است. اطراف آینه سرویس بهداشتی از جمله قسمت‌هایی است که باید نور کافی برای اصلاح و آرایش صورت وجود داشته باشد. بهترین روش، نصب لامپهای بسیار در اطراف آینه نیست. توصیه می‌شود از یک چراغ بالای آینه استفاده شود. تنها نصب یک چراغ در سرویس بهداشتی مناسب نیست. جایی از حمام که دوش در آن قرار گرفته نیز از جمله قسمت‌هایی است که به نورپردازی کافی و مناسب نیاز دارد تا ایمنی فرد بیشتر شود. حتی بر پایه سبک دکوراسیون نیز، لوستری مناسب نیز می‌توان انتخاب کرد. نصب یک چراغ یا لوستر سقفی در مرکز سرویس بهداشتی، نور لازم برای قسمت‌های دیگر سرویس بهداشتی را تأمین می‌کند.

### جانمایی پنجره
در طراحی سرویس بهداشتی محل قرارگیری پنجرهها اهمیت زیادی دارد؛ زیرا نه‌تنها در نور پردازی مؤثر است بلکه در داشتن تهویه مناسب به دلیل رفع بوی بد و بخار آب تأثیر دارد. جا دارد که طراح برای کلیهٔ سرویس‌های بهداشتی، امکان برقراری تماس با بیرون و حضور پنجرهٔ مناسب را در نظر بگیرد. برای حفظ محرمیت در فضا و جلوگیری از دید مزاحم به درون، طراحی شکستگی مناسب در پلان معماری و انتخاب شیشههای مات می‌تواند کارساز باشد.

### دیگر نکات
علاوه بر نصب و استفاده از از لامپ‌ها و چراغ‌های کافی در قسمت‌های مختلف سرویس بهداشتی، موارد و نکات دیگری نیز وجود دارد که با رعایت آن‌ها می‌توان میزان نور موجود در این فضا را افزایش داد:
- استفاده نکردن از رنگهای تیره در سرویس بهداشتی
- استفاده از آینه‌های بزرگ در سرویس بهداشتی برای بازتاب بیشتر نور
- اجتناب از بهم ریختگی و شلوغی در دکوراسیون
- استفاده از انواع شیشه‌ها برای ظروف و عناصر

## دمای مناسب
برای راحتی دمای حمام بین ۲۲ تا ۲۴ درجهٔ سانتی‌گراد خوب است. دمای ۲۰ درجهٔ سلسیوس برای توالت‌های داخل منازل مناسب است. این دما نسبت به دمای توالت‌ها در ساختمان‌های اداری که بین ۱۵ تا ۱۷ درجهٔ سلسیوس است، بسیار بالاتر است. همهٔ مناطق حمام به‌دلیل رطوبت بالا در این مناطق باید به‌خوبی درزگیری شوند.

## دستشویی فرنگی

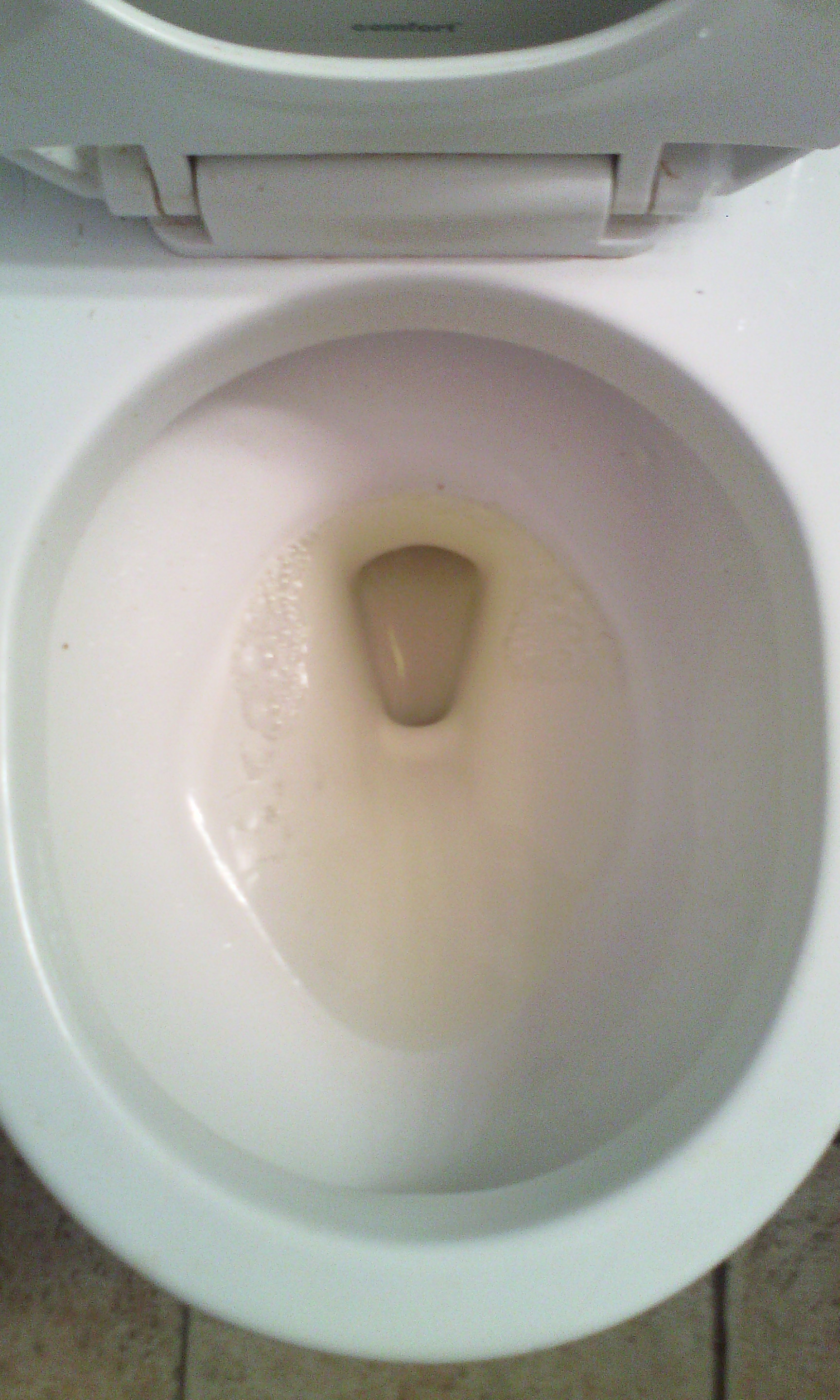

یکی از انواع توالت‌ها است که مانند صندلی استفاده می‌شود. توالت فرنگی نشانهٔ تمدن و نوگرایی اروپایی انگاشته می‌شود. هر کس به‌طور میانگین بیش از شش ماه از عمر خود را روی کاسهٔ توالت فرنگی می‌گذراند.

### برتری
در توالت فرنگی برخلاف توالت آسیایی فشار زانوها به روی ناحیهٔ زیرین شکم در زمان دفع هاضمه وجود نخواهد داشت. که همین امر سبب استفاده از این توالت توسط افرادی که دچار درد در مفاصل کمر و زانوی خود هستند میشود.

### عیب
کسانی که از توالت‌های فرنگی استفاده می‌کنند به‌طور میانگین نزدیک به ۱۱۴ تا ۱۳۰ ثانیه روی کاسهٔ توالت می‌نشینند. اما کسانی که از توالت سنتی استفاده می‌کنند به‌طور متوسط نزدیک به ۵۱ ثانیه روی توالت می‌نشینند. این مدت زمان کمتر برای سلامتی بهتر است. با نشستن روی کاسهٔ توالت فرنگی، مجرای مقعد در زاویهٔ قائمه (۹۰ درجه) قرار می‌گیرد. این مسئله باعث می‌شود ماهیچهٔ پایین مقعد جلوی مسیر خروج رودهٔ بزرگ را بگیرد و فرد برای تخلیهٔ روده، زور زیادی بزند. زور زدن هنگام تخلیهٔ روده‌ها باعث بروز مشکلاتی مانند بواسیر، سنکوپ و حتی سکتهٔ مغزی می‌شود. گفته می‌شود حملهٔ قلبی که باعث مرگ الویس پرسلی شد، ناشی از زور زدن او برای تخلیهٔ روده‌هایش در هنگام نشستن بر روی توالت فرنگی بوده‌است. در میانهٔ دههٔ ۱۹۶۰ میلادی آلکساندر کایرا، استاد دانشگاه کرنل، توالت فرنگی را بدترین وسیلهٔ ساخته‌شده به دست بشر توصیف کرد.
راه حل ساده: تنها کافی است زانوهای خود را بالا بیاورید تا بدن از زاویهٔ ۹۰ درجه به ۳۵ درجه تغییر دهد. این کار با قرار دادن یک چهارپایه و در موارد اضطراری و نبود امکانات به وسیلهٔ گذاشتن یک دسته روزنامه یا چند مجله در زیر پا ممکن می‌شود؛ زیرا بالا آوردن زانوها باعث می‌شود انسدادی که در حالت نشسته، میان رودهٔ بزرگ و مقعد ایجاد می‌شود از بین رفته و تخلیهٔ کامل روده‌ها آسان‌تر انجام شود.
همچنین بر خلاف تصور عموم، استفاده از توالت فرنگی در زمان بارداری برتری ندارد. در زنان حامله، حالت چمباتمه نسبت به حالت نشسته بهتر است، و از فشار به رحم پیشگیری می‌کند؛ همچنین چمباتمه روزانه فرد را برای زایمان طبیعی‌تر آماده می‌کند. چمباتمه زدن به تقویت ماهیچه‌های شکم و ران کمک می‌کند.

## دسترسی همگان
در جهان ۸۹۲ میلیون نفر از فضای باز و طبیعت برای دفع استفاده می‌کنند و دسترسی به توالت ندارند. همچنین، ۴/۲ میلیارد نفر در جهان توالتی که پسماند آن به‌طور امن و بهداشتی دفع شود در خانه ندارند.

## نگارخانه

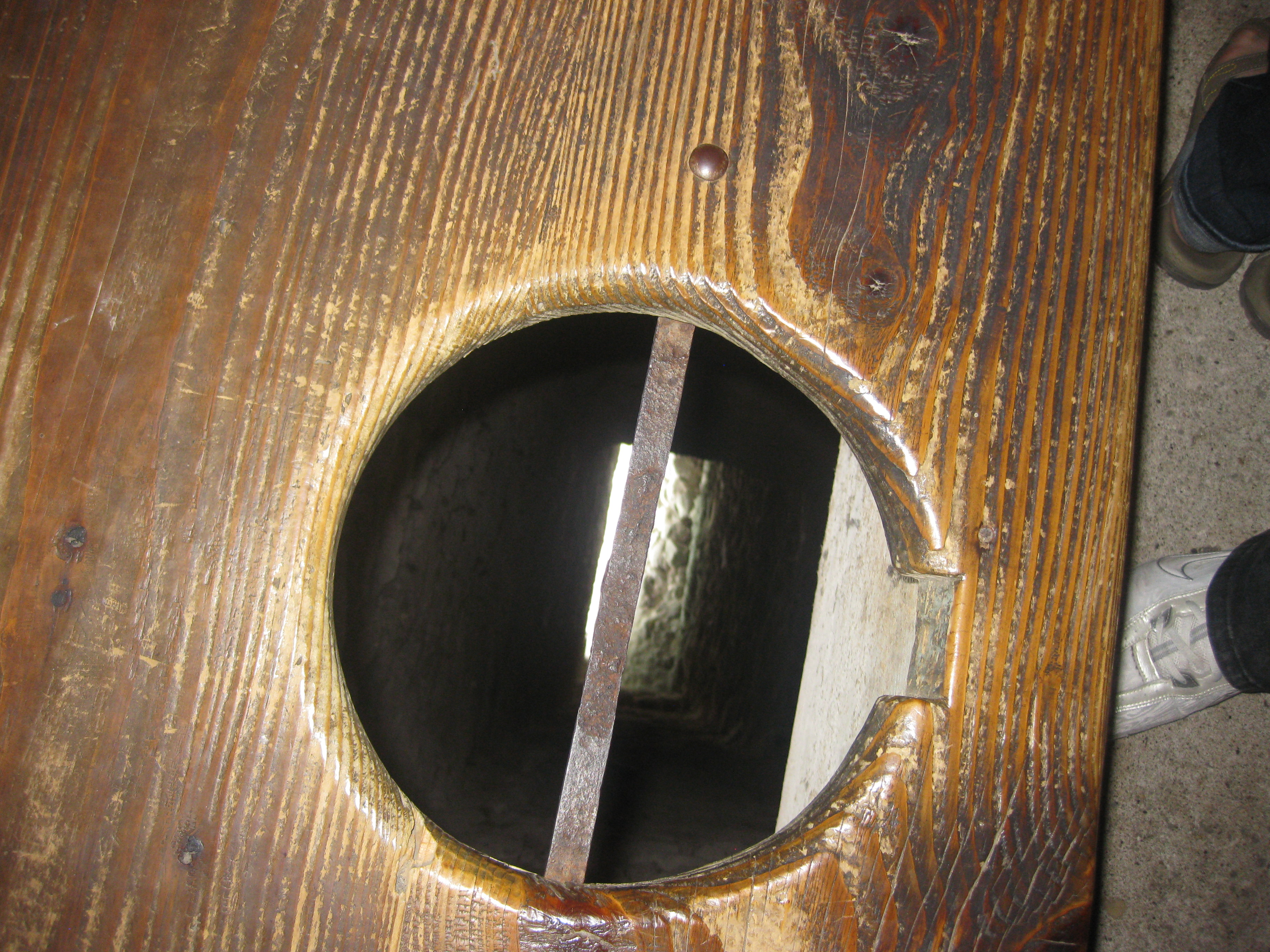
مبلمان توالتی در قصر شیون بر دریاچه ژنو، سوئیس
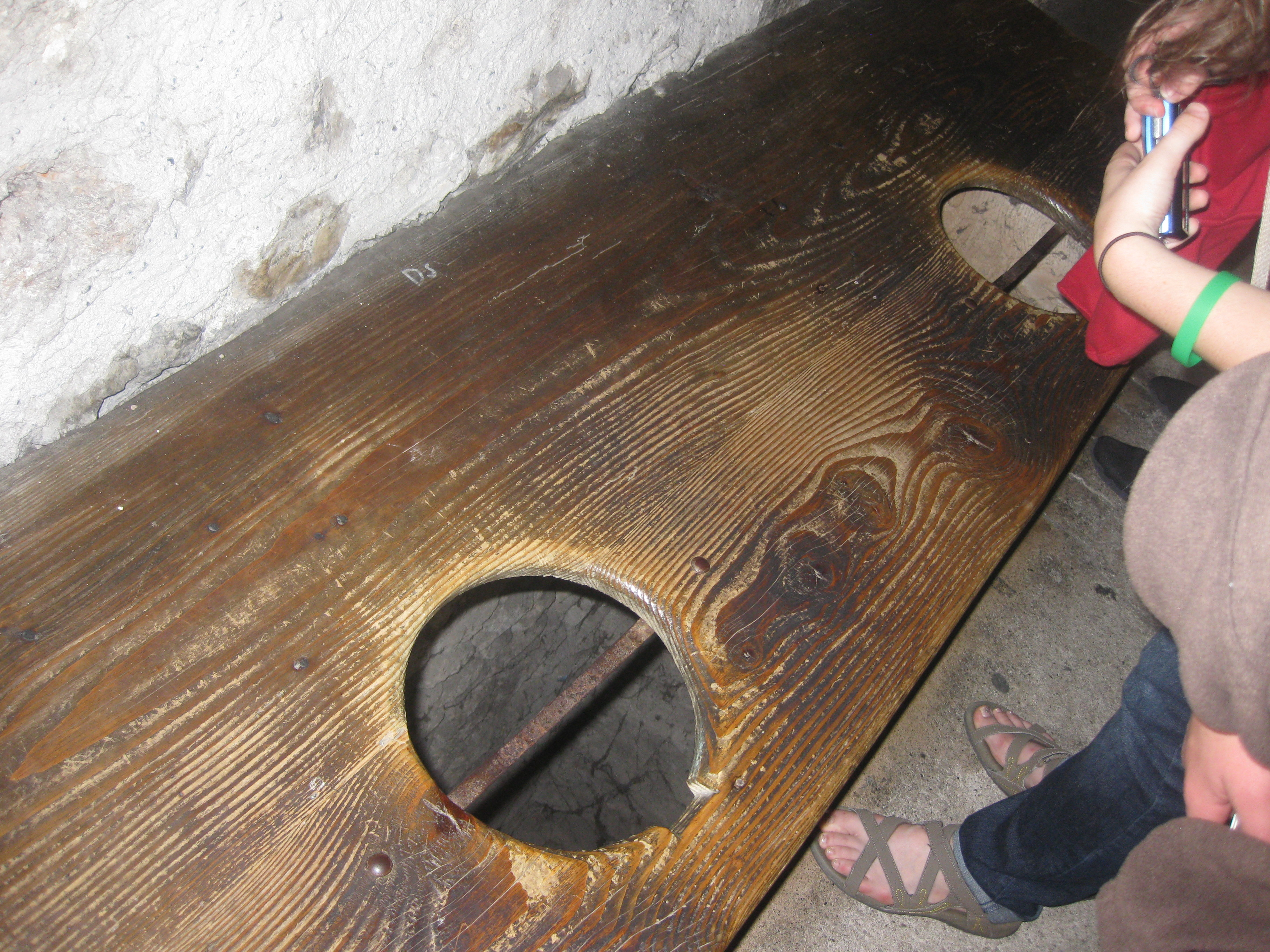
توالت قصر شیون
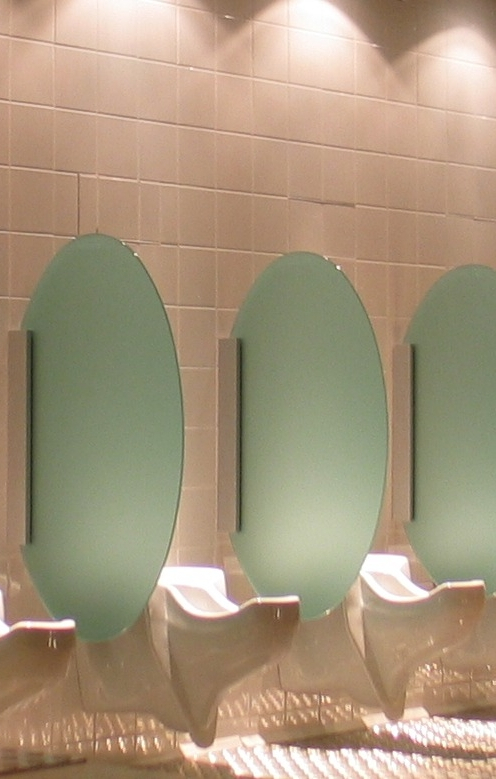
توالت‌های ادرار سرپایی زنانه (Female urinal)
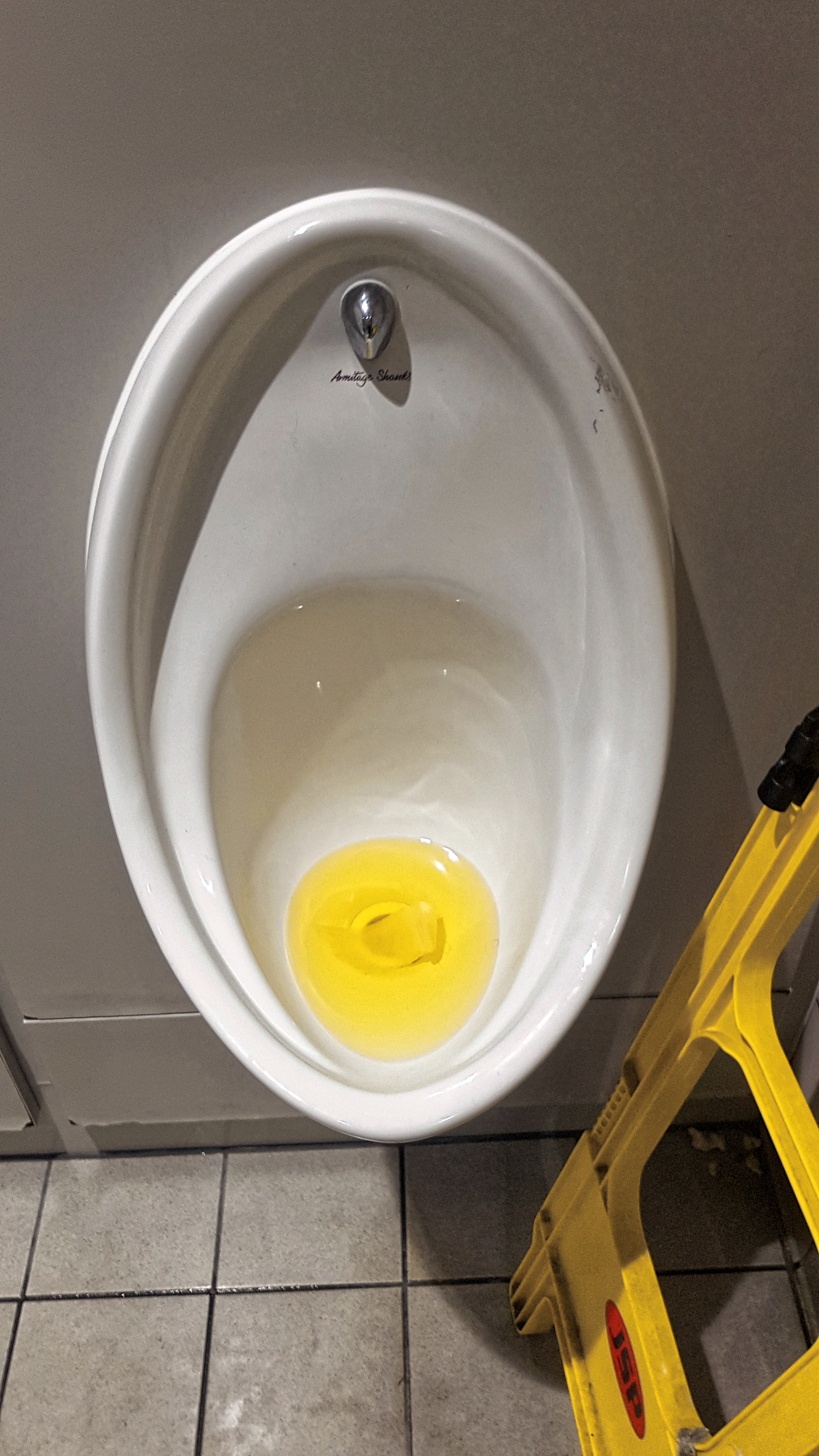
توالت‌های ادرار سرپایی مردانه
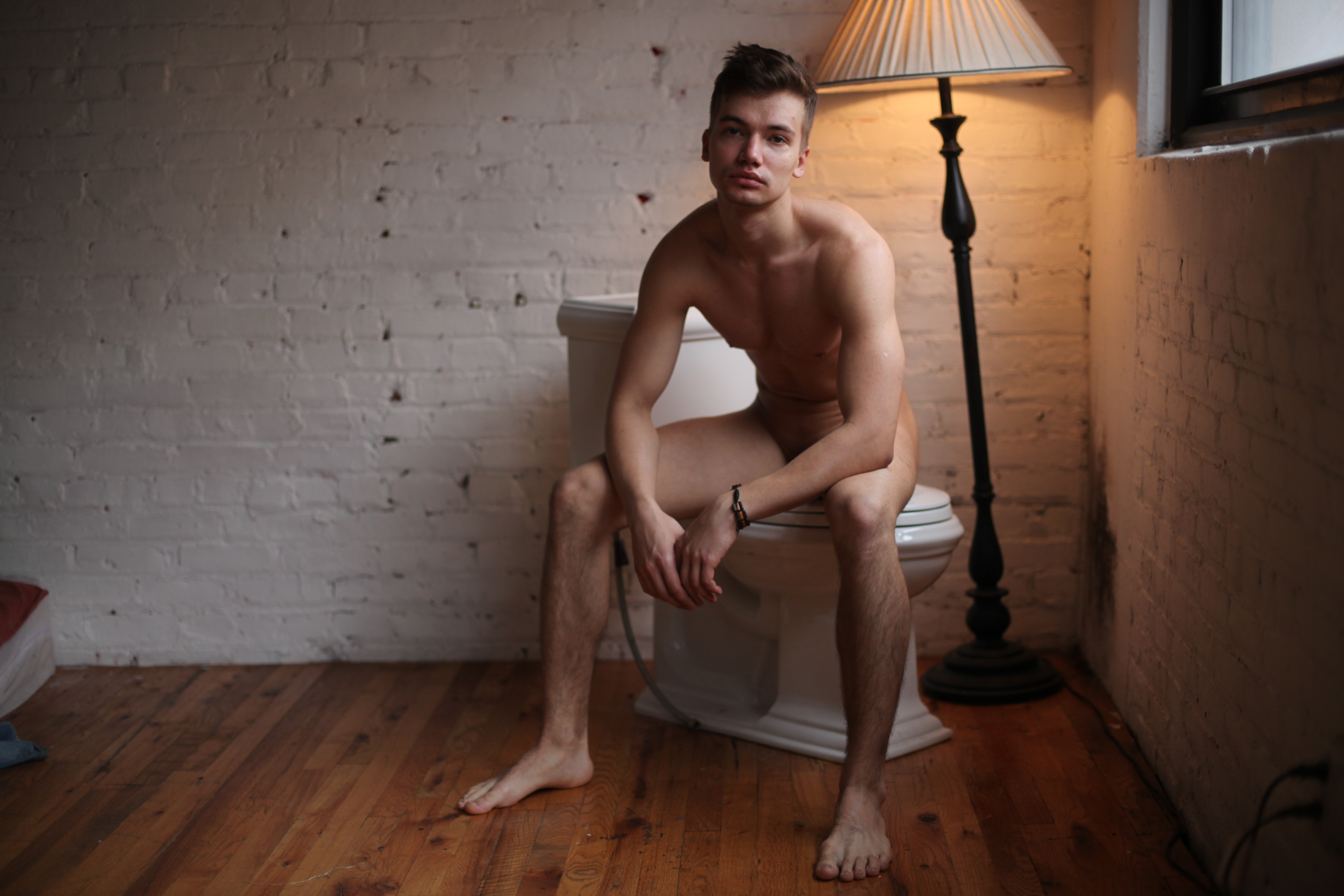
یک نگاره اروتیک با دستشویی فرنگی
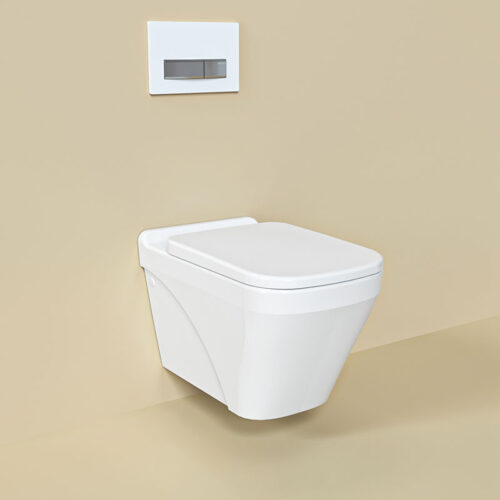
توالت دیواری یا والهنگ